# Marco Antonio Barrera
Marco Antonio Barrera (* 17. Januar 1974 in Mexiko-Stadt) ist ein mexikanischer Boxer, ehemaliger dreifacher WBO-Weltmeister im Superbantamgewicht, IBO- und WBC-Weltmeister im Federgewicht sowie WBC- und IBF-Weltmeister im Superfedergewicht. 2017 wurde er in die International Boxing Hall of Fame aufgenommen.

## Profikarriere
Marco Barrera gewann sein Profidebüt am 22. November 1989 im Alter von 15 Jahren. Er gewann 34 Kämpfe in Folge und wurde dabei mexikanischer Meister und NABF-Titelträger im Superfliegengewicht sowie WBA-Continental-Champion im Superbantamgewicht. Dabei gelang ihm auch ein Sieg gegen Eddie Cook (19-2). Im April 1994 hatte er zwar einen WM-Ausscheidungskampf der WBC im Superfliegengewicht gegen Carlos Salazar (Kampfbilanz: 35-4) gewonnen, jedoch das Gewichtslimit überschritten, weshalb Salazar die Chance auf den Titelkampf bekam.
Seinen ersten WM-Kampf gewann er am 31. März 1995 einstimmig nach Punkten gegen Daniel Jiménez (19-3), wodurch er erstmals WBO-Weltmeister im Superbantamgewicht wurde. Jedoch gehörte die WBO damals noch nicht zu den bedeutenden Verbänden. Den Titel konnte er bis September 1996 erfolgreich gegen Frankie Toledo (24-2), Maui Diaz (27-1), Agapito Sánchez (17-4), Eddie Croft (22-2), Kennedy McKinney (28-1), Jesse Benavides (40-4), Orlando Fernandez (22-6) und Jesse Magana (18-3) verteidigen. Sieben der acht Titelverteidigungen endeten vorzeitig, nur mit Sánchez ging er über die Runden und gewann einstimmig nach Punkten.
In bisher 43 Kämpfen ungeschlagen, boxte er in seiner neunten Titelverteidigung am 22. November 1996 gegen Junior Jones (42-2), wobei er seine erste Niederlage erlitt. Nachdem der Kampf nach Punkten recht ausgeglichen verlaufen war, kam es in der fünften Runde zu einem Zusammenprall mit den Köpfen, wodurch Barrera eine stark blutende Cutverletzung am linken Auge davontrug. Kurz danach wurde er durch eine Rechte zum Kinn niedergeschlagen und angezählt. Barrera kam zwar wieder hoch und der Kampf wurde nochmals freigegeben, doch Jones attackierte Barrera anschließend mit einer Schlagserie in den Ringseilen, wobei Barrera erneut zu Boden ging. Da einer seiner Betreuer frühzeitig den Ring betrat, wurde der Kampf abgebrochen und Jones zum Sieger durch Disqualifikation erklärt. Am 18. April 1997 verlor er auch den Rückkampf mit Jones einstimmig nach Punkten (111:116, 113:114, 112:114).
Jones verlor den Titel im Dezember 1997 durch eine vorzeitige Niederlage an Kennedy McKinney, der im Februar 1996 gegen Barrera verloren hatte. Dieser legte den Titel jedoch kampflos nieder, um ins Federgewicht zu wechseln. Daraufhin wurde ein Kampf um den vakanten Titel zwischen dem britischen Meister Richie Wenton (22-3) und Barrera vereinbart, welcher seit seiner Niederlage gegen Jones, drei Kämpfe gewonnen hatte. Barrera gewann das Duell am 31. Oktober 1998 vorzeitig in der dritten Runde und war damit zum zweiten Mal WBO-Weltmeister im Superbantamgewicht.
Den Titel verteidigte er 1999 durch TKO in der ersten Runde gegen den britischen Europameister Paul Lloyd (19-4) und einstimmig nach Punkten gegen den Südamerika-Meister Pastor Maurin (42-1). Am 19. Februar 2000 boxte er in seiner dritten Titelverteidigung gegen den ebenfalls ungeschlagenen Mexikaner und WBC-Weltmeister Erik Morales (35-0). Nach einem harten Duell, welches zum Ring Magazine Kampf des Jahres gewählt wurde, verlor Barrera durch Mehrheitsentscheidung der Punktrichter.
Morales wechselte anschließend ebenfalls ins Federgewicht, weshalb Barrera erneut zum WBO-Weltmeister im Superbantamgewicht ernannt wurde. Im Jahr 2000 gewann er noch drei Titelverteidigungen gegen Luiz Freitas (19-1), Jose Valbuena (18-1) und Jesus Salud (62-9), ehe er ebenfalls ins Federgewicht aufstieg.
Am 7. April 2001 bestritt er seinen ersten Kampf dieser Gewichtsklasse gegen die ungeschlagene Nummer 1 aus Großbritannien, Naseem Hamed (35-0). Dabei überraschte Barrera durch einen technisch sauberen Boxstil und gewann gegen den Favoriten einstimmig nach Punkten, zudem wurde er IBO-Weltmeister. Im September 2001 schlug er Enrique Sánchez (28-1) vorzeitig und bestritt am 22. Juni 2002 einen Rückkampf gegen Erik Morales (41-0), den er diesmal einstimmig nach Punkten gewann. Er wurde anschließend vom Ring Magazine als Nummer 1 der Weltrangliste geführt. Seine Position als Weltranglistenführer verteidigte er im November 2002 einstimmig gegen Johnny Tapia (52-2) und im April 2003 durch TKO gegen Kevin Kelley (54-5). Am 15. November 2003 boxte er gegen den philippinischen Superstar Manny Pacquiao (37-2). Im Kampfverlauf waren beide Boxer am Boden, Barrera lag jedoch nach Punkten zurück, ehe er in der elften Runde durch TKO verlor.
Barrera stieg anschließend ins Superfedergewicht auf, wo er in seinem ersten Kampf Paulie Ayala (35-2) durch TKO bezwang. Am 27. November 2004 gewann er in einem spektakulären Kampf erneut nach Punkten gegen Erik Morales (47-1) und wurde WBC-Weltmeister. Das Duell war vom Ring Magazine und der BWAA erneut zum Kampf des Jahres gewählt worden. Den Titel verteidigte er 2005 gegen Mzonke Fana (22-2) und Robbie Peden (25-2), sowie 2006 zweimal gegen Rocky Juarez (25-1, 25-2).
Am 17. März 2007 verlor er nach Punkten gegen Juan Márquez (46-3), welcher für diesen Kampf aus dem Federgewicht aufgestiegen war. Im Oktober 2007 verlor er zudem einen Rückkampf gegen Manny Pacquiao (44-3) nach Punkten. Eine weitere Niederlage erlitt er am 14. März 2009 im Leichtgewicht gegen Amir Khan (19-1). Seinen letzten Profikampf gewann Barrera am 12. Februar 2011 gegen Jose Arias (17-1).

### Erfolge
- Amateurbilanz: 56 Siege – 4 Niederlagen (5-facher Mexikanischer Amateurmeister)
- Profibilanz: 67 Siege – 7 Niederlagen – 1 ohne Wertung
- Platz 3 der besten mexikanischen Boxer aller Zeiten (BoxRec)

- 1. April 1992: Mexikanischer Meister im Superfliegengewicht (5 Titelverteidgungen)
- 28. August 1993: Nordamerikanischer Meister der NABF im Superfliegengewicht
- 22. Oktober 1994: Penta-Kontinentaler Meister der WBA im Superbantamgewicht (1 Titelverteidigung)

- 31. März 1995: Weltmeister der WBO im Superbantamgewicht (8 Titelverteidigungen)
- 31. Oktober 1998: Weltmeister der WBO im Superbantamgewicht (2 Titelverteidigungen)
- 17. Juni 2000: Weltmeister der WBO im Superbantamgewicht (2 Titelverteidigungen)
- 7. April 2001: Weltmeister der IBO im Federgewicht
- 22. Juni 2002: Weltmeister der WBC im Federgewicht
- 27. November 2004: Weltmeister der WBC im Superfedergewicht (4 Titelverteidigungen)
- 17. September 2005: Weltmeister der IBF im Superfedergewicht